# Tokushi Yoron
El Tokushi Yoron (読史余論, Una Lectura de la Historia) es un análisis histórico del período Edo de la historia japonesa escrito en 1712 por Arai Hakuseki (1657-1725).
El esfuerzo innovador de Hakuseki para comprender y explicar la historia de Japón difiere significativamente de las cronologías anteriores que fueron creadas por otros escritores, como
- El Gukanshō (1220 d. C.) de Jien, cuyo trabajo evidenciaba una perspectiva claramente budista;[2]
- El Jinnō Shōtōki (1359 d. C.) de Kitabatake Chikafusa, cuyo trabajo evidenció una perspectiva claramente sintoísta;[3]
- El Nihon Ōdai Ichiran (1652 d. C.) de Hayashi Gahō, cuyo trabajo evidencia una clara perspectiva neoconfuciana.[4]

El trabajo de Hakuseki evita una categorización tan fácil y, sin embargo, se habría resistido a ser etiquetado como no sintoísta, no budista o no confucianista en su vida u obra. Su enfoque analítico de la historia difería de sus predecesores en que el Tokushi Yoron identifica un proceso de transferencia de poder de generación en generación. Las historias japonesas anteriores tenían la intención, en gran parte, de interpretarse como documentar cómo el pasado legitima el statu quo actual.
El Tokushi Yoron no está exento de problemas. Hakuseki ha sido criticado por ser demasiado casual al identificar las fuentes que utilizó en la escritura. Por ejemplo, tomó prestado mucho del Nihon Ōdai Ichiran de Hayashi Gahō; pero no sintió la necesidad de reconocer este hecho. Sin embargo, el esquema organizador del Tokushi Yoron presentó la periodización de la historia sobre la base de los cambios en el poder político; y esta postura racional distingue este trabajo de sus fuentes.